# 丝节灯心草
丝节灯心草（学名：Juncus chrysocarpus）为灯心草科灯心草属的植物。分布于锡金、尼泊尔以及中国大陆的西藏等地，生长于海拔3,900米的地区，常生长在山坡路旁，目前尚未由人工引种栽培。